# Mahomet
Mahomet és una vila dels Estats Units a l'estat d'Illinois. Segons el cens del 2000 tenia 4.877 habitants.

## Demografia
Segons el cens del 2000, Mahomet tenia 4.877 habitants, 1.654 habitatges, i 1.374 famílies. La densitat de població era de 274,9 habitants/km².
Dels 1.654 habitatges en un 51,3% hi vivien nens de menys de 18 anys, en un 70,9% hi vivien parelles casades, en un 9,4% dones solteres, i en un 16,9% no eren unitats familiars. En el 14,1% dels habitatges hi vivien persones soles el 6% de les quals corresponia a persones de 65 anys o més que vivien soles. El nombre mitjà de persones vivint en cada habitatge era de 2,95 i el nombre mitjà de persones que vivien en cada família era de 3,27.
Per edats la població es repartia de la següent manera: un 34,3% tenia menys de 18 anys, un 6,4% entre 18 i 24, un 31,8% entre 25 i 44, un 20,6% de 45 a 60 i un 6,9% 65 anys o més.
L'edat mediana era de 34 anys. Per cada 100 dones de 18 o més anys hi havia 88 homes.
La renda mediana per habitatge era de 57.574 $ i la renda mediana per família de 61.063 $. Els homes tenien una renda mediana de 46.277 $ mentre que les dones 30.956 $. La renda per capita de la població era de 21.990 $. Aproximadament el 3,5% de les famílies i el 5,1% de la població estaven per davall del llindar de pobresa.

## Poblacions properes
El següent diagrama mostra les poblacions més properes.